# Велешко благотворително братство
Велешкото благотворително братство е патриотична и благотворителна обществена организация на македонски българи от региона на Велес, съществувала в българската столица София от началото на XX век.

## История
Дружеството е основано в началото на XX век в София. Първият му устав е приет на 2 юни 1902 година и е изменен допълнително на 13 декември 1931 година. Патронният му празник е 17 февруари или първият неделен ден на март – годишнина от смъртта на Райко Жинзифов.
Делегат на Учредителния събор на македонските бежански братства от 28 ноември 1918 година до 1 януари 1919 година е Йордан Шурков. През януари 1923 година делегати от братството на обединителния конгрес на СМЕО и МФРО са Славейко Матов, Стоян Симеонов и Трайче Новоселец.
На годишното си общо събрание от 21 декември 1924 година братството избира настоятелство в състав Иван Попйорданов (председател), Тодор Хаджистоянов (подпредседател), Александър Йорданов (секретар), Никола Пешев (секретар) и членове съветници Борис Йорданов, Христо Чочков, Димитър Атанасов Анатков. В контролната комисия са Янко Весов, Любомир Драндаров и Милан Бояджиев. На 10 януари 1926 година е избрано настоятелство в състав Илия Ращанов (председател), Йордан Китев (подпредседател), Д. Ат. Ризов (секретар), Н. Пешов (касиер) и съветници Тр. Новоселец, Люб. Драндаров и Ал. Иванов.
През 1936 година в управителното тяло на братството влизат Йордан Панчев, Михаил Шурков, Тодор Йорданов, Георги Попдимитров Гьорчев от Солун, Димитър Атанасов Ризов, Тодор Петров Богданов, Кирил Христов Соколов и Димитър Трайчев Кантарджиев. На 3 май 1938 година е избрано ново настоятелство в състав Иван Петров Йорданов (председател), Димитър Атанасов Ризов (подпредседател) Михаил Стоянов Шурков (секретар), Георги Димитров Попгьорчев (касиер), Никола Недялков Кръстев, Тодор Лазов Хаджистоянов и Иван Панов Кушев са съветници. В контролната комисия влизат Тодор Петров Богданов (председател), Кирил Христов Соколов и Илия Андреев Топчев са членове.
Към 1941 година Иван Попйорданов е председател на братството.